# Сурков, Владимир Прохорович
Владимир Прохорович Сурков (1789—1855) — контр-адмирал, участник Наваринского морского сражения.
Родился в 1789 году, образование получил в Морском кадетском корпусе, в который поступил 1 августа 1802 года, а выпущен из него в чине гардемарина был 20 мая 1809 года.
До 1812 года Сурков служил в Балтийском флоте, откуда 16 февраля с производством в мичманы был переведён в Черноморский флот, на судах которого прослужил лишь два года и снова перешёл в Кронштадт.
В 1824 году Сурков, в чине лейтенанта, на шлюпе «Мезень» ходил из Кронштадта в Архангельск и обратно, через два года на фрегате «Елена» плавал к берегам Англии. На том же фрегате в 1827 году из Кронштадта перешёл в Портсмут, а оттуда в Средиземное море, где участвовал в Наваринском сражении, за отличие в котором был удостоен ордена св. Владимира 4-й степени с бантом и чина капитан-лейтенанта.
В 1828—1830 годах Сурков на кораблях «Азов» и «Князь Владимир» крейсировал в Архипелаге и находился при блокаде Дарданелл, по окончании которой возвратился в Кронштадт.
В 1831 году он был произведён в капитаны 2-го ранга, через три года — 1-го ранга и назначен в Архангельск, где в течение 1842—1846 годов командовал 9-м флотским экипажем. 3 декабря 1834 года Сурков, за беспорочную выслугу 25 лет в офицерских чинах, был награждён орденом св. Георгия 4-й степени (№ 5074 по кавалерскому списку Григоровича — Степанова).
Производство Суркова в контр-адмиралы состоялось 16 января 1846 года; вместе с этим он был по прошению уволен в отставку.
Скончался 11 декабря 1855 года в Санкт-Петербурге от холеры.
Его младший брат Николай также служил в Российском императорском флоте и был кавалером ордена св. Георгия 4-й степени.